# دمیر اشکارو
دمیر اشکارو (انگلیسی: Damir Škaro؛ زادهٔ ۲ نوامبر ۱۹۵۹) ورزشکار بوکس اهل کرواسی است.
وی در مسابقات کشوری و بین‌المللی در مجموع برندهٔ ۱ مدال برنز شده‌است.